# Stup (Klina)
Pour l’article homonyme, voir Stup.
Stupë en albanais et Stup en serbe latin (en serbe cyrillique : Ступ) est une localité du Kosovo située dans la commune/municipalité de Klinë/Klina et dans le district de Pejë/Peć. Selon le recensement kosovar de 2011, elle compte 179 habitants.

## Démographie

### Évolution historique de la population dans la localité
| 1948 | 1953 | 1961 | 1971 | 1981 | 1991 | 2011 |
| ---- | ---- | ---- | ---- | ---- | ---- | ---- |
| 268  | 300  | 350  | 375  | 588  | 604  | 179  |

|  |

### Répartition de la population par nationalités (2011)
En 2011, les Albanais représentaient 97,21 % de la population.